# Down kvark
A down kvark vagy d kvark (jele: d) a második legkönnyebb a kvarkok közül, egyfajta elemi, az anyagot alkotó jelentős részecske. Ez, valamint az up kvark formálják a neutronokat (egy up, két d kvark), és az atommagok protonjait (két fel, egy d kvark). Az anyag egyik legkisebb része, elektromos töltése {\displaystyle -1/3} {\displaystyle e^{-}}, és a puszta tömege 3,5-6 MeV/{\displaystyle c^{2}}. Mint minden kvark, a d kvark is egy elemi fermion {\displaystyle -1/2}-es spinnel, és részt vesz mind a négy alapvető kölcsönhatásban: a gravitációs, elektromágneses, gyenge és az erős kölcsönhatásban. A d kvark antirészecskéje a le antikvark (néha antidown kvarknak vagy csak egyszerűen antidownnak nevezik), ami csak annyiban különbözik tőle, hogy töltése ellentétes előjelű.
A le és a furcsa kvark létezését 1964-ben Murray Gell-Mann és George Zweig feltételezte, hogy ezzel magyarázzák a hadronok Eightfold Way besorolási rendszerét. A d kvarkot a kísérletek során először a Stanford Linear Accelerator Center-ben figyelték meg 1968-ban.

## Története
A részecskefizika megalakulásától (a 20. század első fele), a hadronokat valamint a protonokat, neutronokat és a pionokat hitték elemi részecskéknek. Annak ellenére, hogy új hadronokat fedeztek fel, a "részecske-állatkert" pár részecskéből állt 1930-as és 1940-es években, valamint több tucatból 1950-es években. A köztük lévő kapcsolatok tisztázatlanok voltak egészen 1961-ig, amikor Murray Gell-Mann és Yuval Ne'eman (egymástól függetlenül) javasolta az Eightfold Way nevezetű hadron-besorolási rendszert (más megfogalmazásban: SU – íz szimmetria).
Eme osztályozási rendszer a hadronokat izospin szerint osztályozta, de a rendszer bevezetésének fizikai háttere mindmáig tisztázatlan. 1964-ben, Gell-Mann és George Zweig (egymástól függetlenül) javasolták a kvark modellt, amely akkor az u, d és s kvarkokból állt. A kvark modell magyarázta a mezonok és barionok oktettekbe („nyolcas út”) és dekuplettekbe való csoportosulását, de a kvarkok létezésére csak 1968-ban a Stanford Linear Accelerator Center-ben találtak bizonyítékot. A nagyon rugalmatlan szórási kísérletek azt mutatták, hogy a protonoknak is vannak alkotóelemei, és ez a három, protont alkotó részecske a magyarázat a kvarkokra, azok létezésére.
Eleinte az emberek vonakodtak azonosítani a három testet, mint kvarkot, inkább Richard Feynman leirását részesítették előnyben, de idővel a kvark teória vált elfogadottá.

## Tömege
Annak ellenére hogy igen gyakori, a d kvark puszta tömege nincs pontosan meghatározva, de valószínűleg 3,5 és 6 MeV/{\displaystyle c^{2}} között van. Ha mezonokban (részecske, mely egy kvarkból és egy antikvarkból áll) vagy barionokban (részecske, mely három kvarkból áll) található, a kvarkok tényleges tömege megnő, a kvarkok közti gluonmező által létrehozott kötési energia miatt. Például, a d kvark tényleges tömege protonban 330 MeV/{\displaystyle c^{2}} körül van. Mivel a d kvarkok puszta tömege igen kicsi, ezért nem lehet előre kiszámítani, mivel figyelembe kell venni a relativisztikus hatásokat is.

## Külső hivatkozások
- R. Nave: Quarks. HyperPhysics. Georgia State University, Department of Physics and Astronomy. (Hozzáférés: 2008. június 29.)
- A. Pickering. Constructing Quarks. University of Chicago Press, 114–125. o. (1984). ISBN 0226667995